# Michele de Cesena
Michele de Cesena, nascut el 1270 a Cesena, mort el 23 novembre 1342 a Itàlia, va ser un frare franciscà menor, Ministre General de l'Orde franciscà i teòleg.
És un dels personatges històrics de la novel·la El nom de la rosa d'Umberto Eco

## Orígens
Dels seus orígens es coneix poc. Va néixer a Cesena. Va ingressar a l'orde franciscà, estudiant a Paris i doctorant-se en teologia. Va ensenyar teologia a Bolonya i va escriure diversos comentaris sobre Sagrada Escriptura i sobre les Sentències de Pere Llombard.
La seva defensa de la pobresa evangèlica va fer que entrés en conflicte amb el Papa Joan XXII.
En el capítol general de Nàpols del 31 de maig de 1316 va ser elegit Ministre General i viatjà fins a Assís, on convocà un capítol per considerar la revisió de les Constitucions de l'orde (les Constitutiones Assisienses). Com a ministre general, Michele va iniciar de seguida per una forta persecució en contra dels Spirituali, els partidaris de la pobresa absoluta deJesucrist i de la necessitat igualment estricta pobresa de l'orde franciscà. En aquesta obra de la repressió Michael va rebre el suport del Papa Joan XXII (1316-1334). En tornar a Bolonya, publicà un document Gravi qua premor (21 d'agost de 1316) on, conjuntament amb altres ordenances relatives a la qüestió de la pobresa, induïren a Joan XXII a publicar la butlla Quorumdam exigit (7 d'octubre de 1317), el propòsit de la qual era explicar les decretals Exiit qui seminat del papa Nicolau III (13 d'agost de 1279) i Exivi de paradiso, de Climent V (7 de maig de 1312). Com que feia referència al capítol principal de l'orde franciscà, aquest fet causà disturbs a l'orde. El 1317, a Marsella, per primera vegada, van ser cremats a la foguera quatre germans espirituals. Mitjançant les butlles  Sancta Romana i Ecclesiam Gloriosam el Papa va excomunicar tots els Spirituali': el que volia tancar el "cas" de la fractura entre els Conventuals i Spirituali', empenyent aquests darrers cap a l'àrea de l'heretgia i la marginalitat. Davant la persecució, Ubertí de Casale i Angelo Clareno, els principals exponents del corrent espiritual, van haver de deixar l'ordre.
A partir de 1321 les relacions entre Michele i Joan XXII es van deteriorar. Cesena i els seus seguidors s'oposaren a la butlla, afirmant que en adoptar la pobresa estricta en la qual Cesena havia insistit a les seves cartes, estaven seguint l'exemple i l'ensenyança de Crist i dels Apòstols. La controvèrsia finalment acabà en una qüestió teològica especulativa: si era consonant amb la fe catòlica mantenir que Crist i els Apòstols no havien tingut cap propietat individual o en comú, i mentre que la famosa disputa a Narbona el 1321 l'inquisidor Joan de Belna afirmà que era herètic, Berenguer d'Elna declarà que era un dogma catòlic en perfecta concordança amb les decretals de Nicolau III i Climent V.
Es va portar la qüestió davant el Papa, i en un darrer intent d'assemptar la controvèrsia distingint entre possessió i simple us, de manera en que Crist i els apòstols no tenien propietats. A la butlla Quia nonnunquam (26 de març de 1322) el Papa declarà que havia intentat d'explicar els decrets dels seus predecessors, i excomunicà qui intentés tergiversar el significat de la constitució papal Quorumdam exigit.
Al juny d'aquell any es convocà a Perusa un capítol general de l'orde, on es decidí que afirmar que Crist i els seus apòstols no tenien béns terrenals no només no era herètic, sinó que era doctrina catòlica. Al mateix temps, Bonagratia de Bèrgam va ser nomenat per representar el capítol davant la Cúria Pontifícia a Avinyó. El Manifest franciscà de Perusa (més concretament, dues encícliques escrites pel Capítol i dirigides a tots els germans) va ser condemnat pel Papa. Ara l'enfrontament entre Michele i Joan XXII era irreversible.

## La citació a Avinyó
La controvèrsia continuà fins que, el 1327, Michele va ser citat perquè anés a veure el Papa. Aquest el cità a Avinyó el 1327 i Cesena inicialment acceptà anar, per després simular que estava malalt i retardar-ho. Obeí un requeriment posterior i el Papa li prohibí abandonar Avinyó sota pena de censura. Així, no va poder assistir al capítol celebrat a Bolonya al maig de 1328. Malgrat la seva absència i les protestes del legat papal, tornà a ser elegit ministre general, i el capítol considerà que els càrrecs contra ell no eren suficients per privar-lo del càrrec.
Cesena aconseguí guanyar per a la seva causa a Guillem d'Occam. Diversos prínceps i prelats van escriure al Papa en benefici de Cesena. La nit entre el 26 i el 27 de maig de 1328, Cesena, Occam, el canonista Bonagratia de Bèrgam i diversos franciscans d'alt rang fugiren de la cort papal. Aparentment volien buscar la protecció del rei Robert I de Nàpols, que es mostrà a favor de les seves opinions, però una tempesta a la Mediterrània obligà la seva nau a tornar al port d'Aigues-Mortes, on van ser traslladats a un altre vaixell comandat per agents de l'emperador Lluís el Bavarès, candidat al tron del Sacre Imperi Romanogermànic i van ser traslladats a Pisa.

## Deposició
A Pisa van ser rebuts per la gent de Lluís i se'ls uniren altres cismàtics. El Papa deposà a Michele del seu paper com a Ministre General mitjançant la butlla Cum Michaël de Caesena del 28 de maig de 1328. L'Emperador declarà que calia deposar Joan, i Michele publicà una crida solemne al Papa per a un consell el 12 de desembre de 1328, clavat a la porta de la catedral. Michele da Cesena, conjuntament amb Bonagrazia i Guglielmo, va ser excomunicat pel Papa el 6 de juny de 1329 mitjançant la butlla Dudum ad nostri, condemna ratificada el 16 de novembre següent mitjançant la butlla Quia vir reprobus Michaël de Caesena. Davant les acusacions papals, Michele contestà en les seves cartes Ad perpetuam rei memoriam innotescat quod ego, Fr. Michael (25 de novembre de 1330) i Christianæ fidei fundamentum, on acusava el Papa d'heretgia a les butlles Ad Conditorem Canonum, Cum inter nonnullos i Quia quorumdam. Aquestes, Litteras plurium magistrorum i Teste Solomone, on Cesena va escriure en defensa pròpia, estan contingudes al "Diàleg" d'Occam.
El 1330 Michele abandonà Pisa amb els seus seguidors i marxà cap a Alemanya. El capítol general de París, celebrat l'11 de juny de 1329, presidit pel cardenal Bertrand, havia condemnat la conducta i els escrits de Cesena i tots aquells que prenguessin part amb ell contra Joan XXII, i elegí a Guerau d'Ot com a Ministre General de l'orde Franciscà. Una part, tot i que minoritària, de l'orde franciscà es va mantenir lleial a Michele, negant-se a reconèixer l'autoritat del nou general i del mateix Papa, considerant-lo un heretge i afirmant que cauria ipso facto. El 12 de maig de 1328, després de la seva confrontació amb el Papa per la successió al tron imperial, Lluís el Bavarès havia fet elegir com a Papa el franciscà Pietro Rainalducci da Corbara, amb el nom de Nicolau V.

## Darrers anys
El capítol de Perpinyà, del 25 d'abril de 1331, l'expulsà de l'orde i el sentencià a presó a perpetuïtat. Michele, conjuntament amb Guillem d'Occam i Marsili de Pàdua, exponent del grup d'intel·lectuals alineats al front gibel·lí i protegit per Lluís el Bavarès, va viure a la cort imperial fins a la seva mort. Continuà lluitant pel seu enteniment del que era la pobresa evangèlica durant la resta de la seva vida, i publicà una crida contra Benet XII, que havia succeït a Joan XXII al 1338. Va morir a Múnic el 1342, sent enterrat al Barfüsserkirche, el convent franciscà. Al seu llit de mort nomenà a Guillem d'Occam com a successor i vicari, encomanant-li el segell de l'orde que encara tenia. Va ser oficialment rehabilitat el 1359.